# TVRI
TVRI (Televisi Republik Indonesia) és una cadena de televisió pública i la cadena de televisió més antiga d'Indonèsia. La seva seu nacional es troba a Gelora, Jakarta central.
TVRI va monopolitzar l'emissió televisiva a Indonèsia fins al 24 d'agost de 1989, quan va sortir a l'aire la primera cadena de televisió comercial RCTI. Al costat de RRI, TVRI es va convertir en emissora pública el 18 de març de 2005, convertint-se en la primera emissora pública del país.
TVRI emet actualment a tot el país amb mitjans d'emissió tant analògics com digitals. TVRI opera tres canals nacionals (amb dos només emetent en digital), així com 30 estacions regionals i 361 emissors.